# Ramón Valera
Ramón Valera y Oswalds (ur. 31 sierpnia 1912, zm. 25 maja 1972) – filipiński projektant mody.

## Życiorys
Urodził się 31 sierpnia 1912 w Abrze. Pochodził z niezwykle zamożnej rodziny. Jego ojciec, wywodzący z Abry Melecio Valera, był partnerem biznesowym milionera Vicente Madrigala. Kształcił się na Uniwersytecie Dalekowschodnim, a także na Uniwersytecie De La Salle. Wcześnie zaczął przejawiać zainteresowanie modą, wykazując też w tym zakresie nieprzeciętne zdolności. Pierwszą osobą, która dostrzegła jego talent, była matka, Maria del Pilar Oswalds. Valera wniósł znaczny wkład w ewolucję baro't saya, filipińskiego stroju narodowego. Już w latach 40. starał się go w znaczący sposób uprościć, pozbywając się chociażby sztywnej chusty przykrywającej ramiona, a także ułatwić znacznie jego noszenie, łącząc dotychczasowe składające się nań elementy w jedną zintegrowaną całość. Powstały w ten sposób jednoczęściowy kostium nosił nazwę terno. By można ów strój było łatwo domknąć Valera wyposażył go również w zamek. Pierwotnie zmiany postulowane przez artystę uznawano za niepożądaną, wręcz bezczelną ingerencję w jeden z narodowych symboli. Szybko jednak zostały one przyjęte, między innymi dzięki aprobacie rozległej i wpływowej klienteli Valery. Wśród osób, dla których pracował znalazły się bowiem postacie takie jak Aurora Quezon, Imelda Marcos, Gloria Romero czy Barbara Perez.
Valera ceniony był za niezwykłą dokładność, umiejętność doboru kolorów oraz kreatywność w eksperymentowaniu z rozmaitymi elementami garderoby. Odznaczał się też znaczną intuicją, nawet bez wykroju będąc w stanie określić odpowiedni rozmiar. Uznaje się go za pierwszego filipińskiego projektanta, którego kreacje zyskały uznanie poza granicami kraju. W uznaniu jego artystycznego dorobku w 2006 pośmiertnie przyznano mu tytuł Narodowego Artysty Filipin, jako pierwszemu wyróżnionemu w ten sposób przedstawicielowi świata mody. Zmarł 25 maja 1972 w Manili.